# Prémio Jacques Deruyts
O Prémio Jacques Deruyts é um galardão criado em 1948 pela Académie royale des sciences, des lettres et des beaux-arts de Belgique.
Este prémio quadrienal, criado para homenagear Jacques Deruyts (1862-1945), distingue o melhor trabalho original sobre análise matemática, publicado por um ou vários investigadores da União Europeia.

## Laureados[2]
- 1952 — Paul Pierre Gillis
- 1956 — Jean Teghem
- 1960 — Félix Alardin
- 1964 — Não atribuído
- 1968 — Não atribuído
- 1972 — Lucien Waelbroeck
- 1976 — Jean-Pierre Gossez
- 1980 — Paul Godin
- 1984 — Jean Schmets
- 1988 — Marc De Wilde
- 1992 — Christian Fabry
- 1996 — Jean Bricmont
- 2000 — Jean Schmets
- 2004 — F. Thomas Bruss
- 2008 — Thierry De Pauw